# Категирн

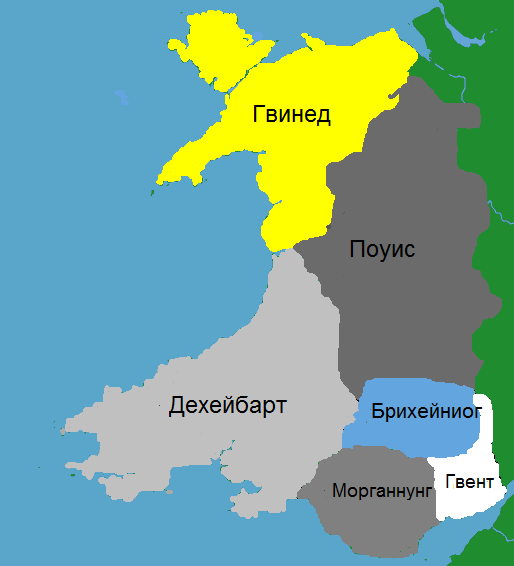
Раннесредневековый Уэльса

Категи́рн (Категирн Благословенный, также Катиге́рн и Кадеирн; валл. Cadeyrn Fendigaid, лат. Categirn; ок. 404 — между 447 и 455) — правитель королевства Поуис (ок. 430 — между 447 и 455).

## Биография
Около 430 года, когда его отец Вортигерн полностью укрепился на троне, Категирн стал владетелем Поуиса.
Самое раннее упоминание о Категирне появляется в «Истории бриттов» Ненния, написанной в IX веке. В ней сообщается, что Кадеирн, идентифицируемый с Категирном, был вторым сыном Вортигерна.
В сражении с саксами у брода Эписфорд (или Ритергабайл) Катигерн встретился с Хорсой в единоборстве, но они нанесли друг другу смертельные раны и пали в этом сражении.
В валлийских генеалогиях имеются разные данные насчет детей Катеирна. Так в генеалогиях от Жезус Колледж, Каделл Дирнллуг является его сыном, в то время как в харлеанских генеалогиях, отцом Каделла является некий Селемиаун (Селив). У Катеирна точно был сын Ридвед Веснушчатый. Сведения о Категирне, упоминающиеся в «Истории королей Британии» Гальфрида Монмутского, заимствованы им у Ненния.